# 本荘季彦
本荘 季彦（本庄 季彦、ほんじょう すえひこ、1865年〈慶應元年2月?〉 - 没年不詳）は、日本の国文学者、漢学者、教育者。立教大学文学部教授、旧制立教中学校教頭、東京府立第三中学校教員、旧制水戸中学校教員。号は掬水。

## 人物・経歴
慶應元年2月、福岡に生まれる。久留米藩儒学者の本荘星川（本荘直太郎）は祖父。
1899年（明治32年）、師範学校にて、中学校と女学校の漢文教員免許を取得し、1900年（明治33年）、旧制水戸中学校に教員として奉職。
1901年（明治34年）、東京府立第三中学校に奉職。
1904年（明治37年）、旧制立教中学校の教員に就き、1907年（明治40年）、立教大学（専門学校令による）が開設されると、同大学教授に就任し、国語、漢文を講じる。
同年、久保田富次郎が立教中学校の教頭を辞任すると、後任として同校の教頭も務めた。
1921年（大正10年）に立教大学体育会水泳部が創部されると初代部長を務めた。
昭和7年度（昭和8年／1933年3月末）をもって、岡倉由三郎、坂口武之助の2教授とともに定年となったため、立教大学での職務を辞することとなったが、3教授の留任を求める声が高まり、協議の結果、これまでの前例を破って教授職を辞しても講師として、これまでの講義を講じることとなった。

## 主な著作
- 『掬水詩鈔』立教中学校・本荘先生古稀祝賀会 1934年6月